# Parashurama

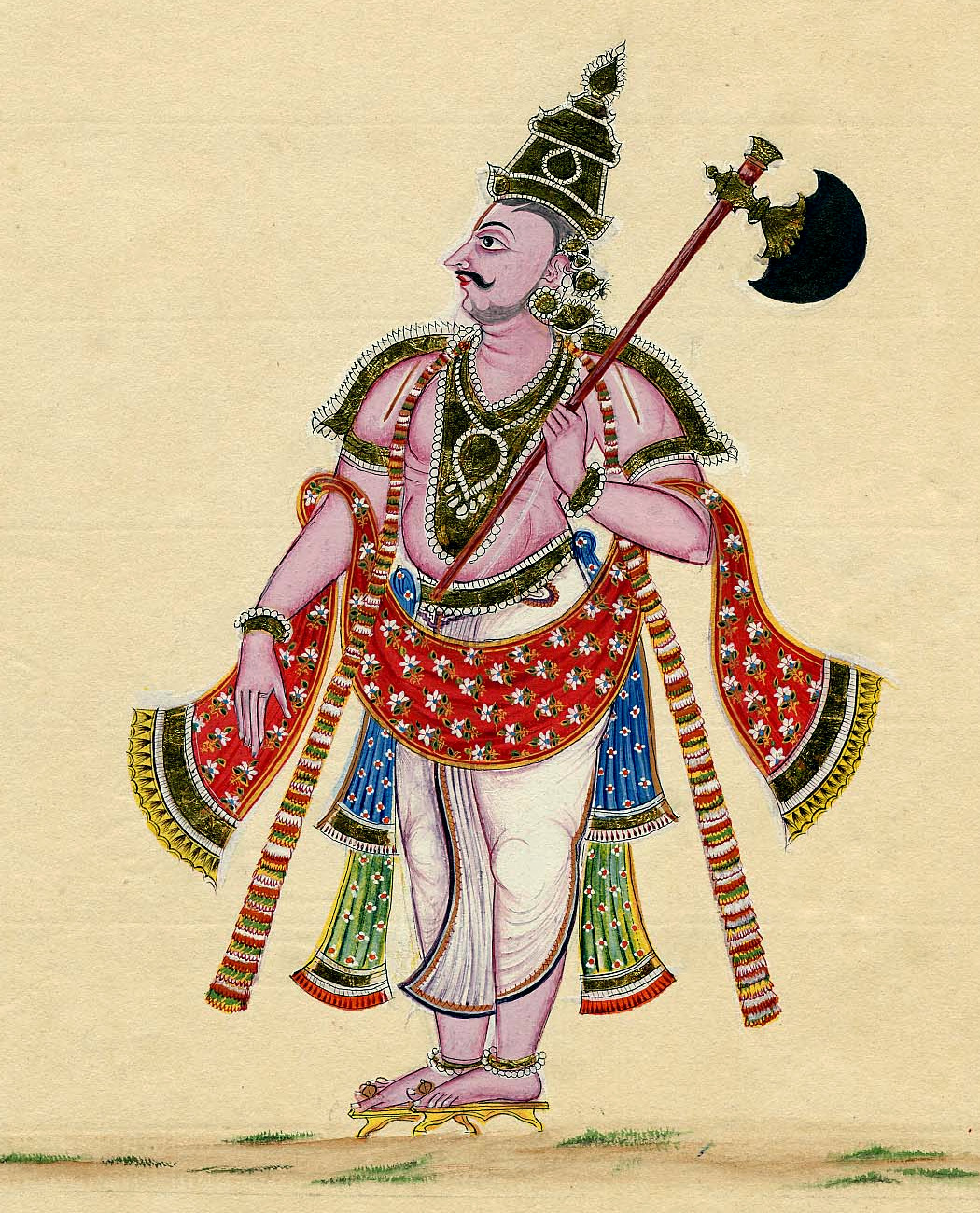
Parashurama („Rama mit der Axt“)

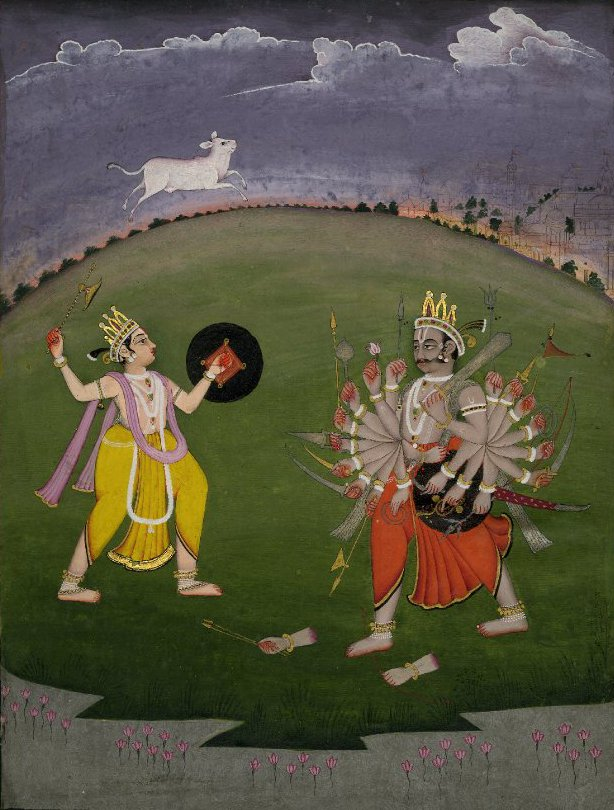
Parashurama kämpft gegen den vielarmigen Fürst Kartavirya Arjuna

Parashurama (Sanskrit परशुराम Paraśurāma, „Rama mit der Axt“) ist ein mythischer Brahmane im Hinduismus, der sechste Avatar (Inkarnation) Vishnus. Die Geschichte von Parashurama wird im altindischen Epos Mahabharata erzählt.
Im Gegensatz zu den anderen neun Avataras, die als direkte Herabkünfte von Vishnu (bzw. Krishnas) gelten, ist er ein 'Avesha Avatara', ein indirekter Avatar. Darin erscheint Vishnu nicht direkt, sondern durchdringt die Seele eines Menschen mit seiner Form. 

## Mythologie
Parashurama, Sohn des Rishi Jamadagni und seiner Frau Renuka, wurde als Brahmane geboren, jedoch lebte er als kämpfender Kshatriya, um die göttliche Ordnung wieder zu installieren. Laut dem Mythos erhielt er die Axt nach langer Askese und Gebet von Shiva, der ihn auch im Kampf unterrichtete. 
Die Überlieferung berichtet, wie die sechste Verkörperung Vishnus auf die Erde kam, als die Kshatriya, Fürsten und Könige übermütig geworden waren. Stolz wollten sie sich zu den Herren der Welt aufschwingen und schickten sich an, die Priester zu verjagen und die Götter vom Himmel zu stürzen. Um der göttlichen Ordnung willen war ein Eingreifen Vishnus unabdingbar. Er inkarnierte sich als Parashurama und tötete die Krieger mit seinen Axthieben. 
Sein Zorn war entfacht, als er erfuhr, dass der Fürst Kartavirya Arjuna und seine Söhne die Kuh des Überflusses (Surabhi), die alle Wünsche erfüllt, gestohlen hatten. Diese Kuh, ein Symbol des Himmels, spendet den Menschen die heilige Milch des Lebens. Die Krieger schickten sich an, die Leben spendenden göttlichen Kräfte in ihre Gewalt zu bringen. Vishnu wollte den Hochmut und die unmenschliche Tyrannei der Kshatriya brechen; er schwor, alle auszulöschen. Schlacht auf Schlacht folgte Sieg auf Sieg. Parashurama rottete jedoch die Krieger nicht aus, denn die durch sie verkörperte ritterliche Gesinnung, die auch für den Schutz der Armen und Schwachen steht, sollte nicht verschwinden. Darum verlangte er, dass ihre Nachkommen die Kaste erneuern sollten. Die Krieger, die an der Verschwörung teilgenommen hatten, musste Vishnu nach einer Version des Mythos einundzwanzig Mal vernichten.

## Rolle in verschiedenen Schriften
Das Leben dieses Avatars überschnitt sich mit dem Leben der nächsten Inkarnation Rama; beide sollen sich laut dem Epos Ramayana am Hof des Königs Janaka bei der Brautwerbung um Sita begegnet sein. Der Bogen Shivas, den es für die Brautwerber zu heben galt, war ein Geschenk von ihm und darum eilte er herbei, nachdem er gehört hatte, wie Rama ihn zerbrach. Weiter spielt Parashurama als Lehrer vieler Helden des Mahabharata eine wichtige Rolle, während ihn das Kalkipurana als Lehrer der letzten, noch kommenden Inkarnation Kalki erwähnt.

## Bedeutung
Die Figur des Parashurama spiegelt die langanhaltende Auseinandersetzung zwischen religiöser und weltlicher Macht in Indien wider, die auch heute noch nicht zu einem endgültigen Abschluss gekommen ist.